# قائمة آلهة الإغريق
هذه قائمة بأهم الآلهة والشخصيات الأسطورية لدى الشعوب الإغريقية القديمة. وفيما يلي قائمة بالآلهة والإلهات والعديد من الشخصيات الإلهية وشبه الإلهية الأخرى من الأساطير اليونانية القديمة والديانة اليونانية القديمة.
الأساطير اليونانية هي مجموعة الأساطير والخرافات التي آمن بها اليونانيون القدماء، والمهتمة بآلهتهم، وشخصياتهم الأسطورية الأخرى، وطبيعة العالم، وتعدّ أساس ممارساتهم الدينية والطقوسية. كانت الميثولوجيا جزءً من الدين في اليونان القديمة، وجزءً من الدين في اليونان المعاصرة، كما أصبح يمارسها اليوم بعض الأشخاص خارج اليونان. يهتم العلماء المعاصرون بدراسة هذه الأساطير لفهم الحياة الدينية، والسياسية في اليونان القديمة إضافة إلى معرفة نشأة هذه الأساطير بحد ذاتها. وقد شملت الممارسات الدينية في اليونان القديمة مجموعة من المعتقدات والطقوس والأساطير، في شكل دين عام شعبي وممارسات عبادة.

## الخالدون

### الآلهة الرئيسية
| اسم الإله | الصورة | الوصف |
| --------- | ------ | --- |
| أفروديت   |        | أفروديت (بالإنجليزية: Aphrodite) لفظها اليوناني هو أفروديتي. واحدة من آلهة الأولمب الإثني عشر، وهي ربة الحب والجمال والنشوة الجنسية. وربة الإخصاب بسائر أنواعه، إخصاب الخضر والحيوانات. وربة الحب ومسراته والزواج، مع القدرة على هدم وقتل الحب في قلوب البشر. حيث كانت الفتيات غير المتزوجات والأرامل يُصلينَ لها لكي يحصلن على أزواج. وربة الجمال التي تهب البشر جمال الجسد وفتنته، وسبي العقل. أفروديت لم تكن إلهة الحب الجنسي فقط كرديفتها الإلهة فينوس بل هي أيضًا إلهة الحنان والشعور الذي يسود الحياة الإجتماعية. ولها بالإضافة إلى اسمها العديد من الأسماء الأخرى والألقاب، فهي کوثريا أو إروكينا أو کوبريس أو بافيا أو أورانيا أي (السماوية) أو بانديموس (الشعبية) أو بیلاجيا أو أنادومینی. أي (الخارجة من المياه). وأيضًا، تُدعى الإلهة الأم العُظمى. |
| أبولو     |        | أَبُولُو أو أَبُلُن أو أبوللو (Apollo)، إله الشمس، إله الموسيقى، إله الرماية (وليس إله الحرب)، إله الشعر، إله الرسم، إله النبوءة، إله الوباء والشفاء، إله العناية بالحيوان، إله التألق، إله الحراثة. يملك جمال ورجولة خالدة. ويتم نقل نبوءاته والإجابة عن الأسئلة بواسطة الكاهنة بيثيا. |
| آريس      |        | آريس أو أَريس أو آريز (باليونانية: Ἄρης)، إله الحرب، ابن زيوس وهيرا. يُشار إليه باعتباره إلهًا أوليمبيًا للحرب، والشجاعة، والوحشيَّة العمياء، والغضب، والمجازر الدمويَّة. صُوِّر طويل القامة ذو هيئة أنيقة، ويعتلي عربة تجرها خيول سريعة بأربطة ذهبيَّة، ويرتدي درعًا مصنوعة من البرونز ويقبض بيديه على رمحٍ ضخم، ويتخذ وقفة القتال، ويوجه ضربات مميتة نحو كل الاتجاهات. كانت أخته إريس، ربَّة الشِّقاق، تُرافقه دائمًا. وكان يصحبه مُرافقان ديموس «الرعب» وفوبوس «الخوف»، بالإضافة إلى ربة الحرب القديمة «إنيو». |
| أرتميس    |        | آرتميس أو أرتميس (باليونانية القديمة: Άρτεμις)، إلهة الصيد والبرية، حامية الأطفال، وإلهة الإنجاب، العذرية، والخصوبة. وتعتبر أرتميس إحدى أهم، وأقوى، وأقدم الآلهة الإغريقية، حيث أنها تنتمي للأولمبيين، أو الآلهة الإثنا عشر. هي ابنة كلا من زيوس، ملك الآلهة، وليتو، وهي أيضًا الأخت التوأم لأبولو. غالبا ما كانت أرتميس تُجسد وفي يدها قوس وسهام، وكان الأيل وشجر السرو مقدسين بالنسبة لها. وفي فترة لاحقة خلال العصر الهلنستي، لعبت أرتميس دور إليثيا، الإلهة الكريتيّة، التي تساند النساء عند الولادة. |
| أثينا     |        | أثينا (باليونانية: Ἄρτεμις, Ártemis) إلهة العقل والحكمة والذكاء والمهارة والسلام والحرب واستراتيجية المعركة والحرف اليدوية. وفقا لمعظم التقاليد، ولدت من جبين زيوس، مكتملة التكوين ومدرعة. تم تصويرها على أنها مُتوجة الرأس، مسلحة بالدرع والرمح، وترتدي الأيغيس على فستان طويل. يصفها الشعراء بأنها "رمادية العينين" أو لديها عيون مشرقة وحادة النظر. إنها راعية خاصة للأبطال مثل أوديسيوس. وهي راعية مدينة أثينا (التي أخذت منها اسمها) وتنسب إليها اختراعات مختلفة في الفنون والآداب. رمزها هو شجرة الزيتون. عادة ما تظهر على أنها مصحوبة بحيوانها المقدس، البومة. نظيرتها الرومانية هي مينيرفا. |
| ديميتر    |        | ديميتر (بالإغريقية: Δήμητρα) إلهة الطبيعة والنبات والفلاحة عند الإغريق، وتعتبر من الآلهة الكبار لأنها أخت بوسيدون وزيوس وهاديس، وتأتي بالمرتبة الرابعة عند الإغريق، ويقال إن عبادتها تزيد من منتوجات المحاصيل، وأنها إذا غضبت تفقد الأرض خصوبتها، ولهذا كانوا يحرصون على إرضائها. وهي واحدة من الآلهة الرئيسية للأسرار الإليوسينية، حيث بدا أن الطقوس تتمحور حول بحث ديميتر عن ابنتها بيرسفون ولم شملها معها، والتي ترمز إلى كل من إعادة ميلاد المحاصيل في الربيع وولادة المُنشَّئين بعد الموت. |
| ديونيسوس  |        | ديونيسوس أو باكوس أو باخوس (باللغة اليونانية: Διόνυσος or Διώνυσος) هو إله الخمر عند الإغريق القدماء وملهم طقوس الابتهاج والنشوة، ومن أشهر رموز الميثيولوجيا الإغريقية. وتم إلحاقه بالأوليمبيين الإثني عشر. أصوله غير محددة لليونانيين القدماء، إلا أنه يعتقد أنه من أصول آسيوية كما هو حال الآلهة آنذاك. كان يعرف أيضا باسم باكوس أو باخوس. |
| هاديس     |        | حادِس أو هاديس أو هيدز (بالإنجليزية: Hades) هو ابن كرونوس وريا وأخ لكبير الآلهة زيوس وأخ لهيرا وبوسيدون. أصبح ملك العالم السفلي عالم الموتى وسمي هيدز أي «مانح الثروة» كناية عما تحمله باطن الأرض من كنوز والتي هي جزء من مملكته. واشتهر هاديس بخوذته التي تخفيه عن الأنظار، ومعنى (هاديس) أي الخفي، وقد سمي بهذا الاسم نسبة إلى خوذته. |
| هيفيستوس  |        | هيفيستوس أو هيفايستوس أو هيفست هو ابن لزيوس كبير الآلهة وابن لهيرا وأخ لهيستيا ربة الصبي والشباب والجمال والإله آرس رب الحرب. وهو رب الحدادة والنار والصناعة والبرونز في الميثولوجيا الإغريقية هو من شج رأس أبيه زيوس لتخرج منها أثينا، وزوج للربة أفروديت. |
| هيرا      |        | كانت حيرا أو هيرا في مجمع الآلهة، وفي جبل أوليمبوس بحسب الأساطير الإغريقية، زوجة زيوس وأخته، وربة الزواج، وقد امتازت شخصيتها بكونها ملكية ومهيبة. |
| هِرمِس      |        | هِرمِس أو هَرْمِس أو هَرْميز (بالإغريقية: Ἑρμῆς) ويعرفه الرومان باسم ميركوريوس. هو رسول الآلهة الإغريقة وثاني أصغر آلهة الأوليمب، وإله البحارة. هو ابن زيوس ومايا بنت الجبار أطلس. |
| هيستيا    |        | هيستيا (باليونانية القديمة: Ἑστία) هي ابنة كرونوس وريا وأخت زيوس. وإلهة الموقد، والبيت، والعفة، والعفة العذراء. لم يتم التعرف عليها في كثير من الأحيان في الفن اليوناني، فقد ظهرت كامرأة محجبة متواضعة. رموزها هي الموقد والغلاية. تلعب دورًا ضئيلًا في الأساطير اليونانية، وعلى الرغم من حذفها في بعض قوائم الأولمبيين الاثني عشر لصالح ديونيسوس، لا توجد حكاية قديمة تخبر عن تنازلها عن العرش أو منح مقعدها لديونيسوس. ومع ذلك، كانت نظيرتها الرومانية فيستا إلهة رئيسية للدولة الرومانية. |
| بوسايدن   |        | بوسايدن أو بوسيدون أو بوزيدون (باللغة الإغريقية: Ποσειδών، تنطق [poseːdɔ́ːn]) هو إله البحر والعواصف والزلازل والخيول. وهو أحد الاولمبيون الإثني عشر. كان يكرم باعتباره الإله الرئيسي في بيلوس وطيبة. وكان لديه أيضا لقب «مزلزل الأرض». |
| زيوس      |        | زيوس، أو زَوْس (باليونانية القديمة: Ζεύς. باليونانية الحديثة: Δίας). يُلقَّب عند الإغريق بـ «أبي الآلهة والبشر». في معتقدات الإغريق الدينية هو أبو الآلهة والبشر. فهو الذي يحكُم آلهة جبل الأوليمب باعتباره الأب الوريث. زيوس هو إله السماء والصاعقة في الميثولوجيا الإغريقية. نظيره الروماني هو جوبتير، ونظيره في الميثولوجيا الهندوسية هو إندرا وفي الإيتروسكانية الإله تينيا. تكمن قوة زيوس في حكمه لقوى الطبيعة الرهيبة التي كان الإغريق يخشونها كالبرق والرعد والسماء الواسعة. |

## الآلهة البدائية
- إيثر أيثر في الميثولوجيا الإغريقية هو ابن ايريبوس ونيكس وهو روح الكون وأصل كل ماهو حي. هو الهواء الذي تتنفسه الآلهة.
- كاوس: هو الربة الأولية لهذا الكون في الميثولوجيا الإغريقية وهي الربة التي تجسد المكان الغير محدد والمادة التي لا شكل لها والتي سبقت كل خلق وكل خليقة وكل ما هو معروف، كاوس كلمة إغريقية قديمة تكتب (χάος) وتلفظ ['kha.os].

و كاوس بالإغريقية القديمة معناها الفراغ والظلام اللذان بلا حدود ويمكن أن يتم ترجمة معنى الكلمة أيضا بأنها الفراغ العشوائي الأولي للكون أو ما يسمى أيضا السديم الكوني الأولي.
و بحسب الميثولوجيا الإغريقية القديمة فإن كاوس هو الربة الأولية الذي أتت منه بقية الأرباب الأولية والتي تدعى أيضا بأرباب الخلق الأولى وهي تدل على كل ما كان موجودا قبل خلق الكون، وهكذا تكون كاوس هي الكتلة الأولية لهذا الكون المؤلفة من عناصر الطبيعة الأربعة النار والهواء والماء والتراب، والتي تبعثرت وتناثرت بكل الاتجاهات قبل أن تهدأ وتستقر.
- كرونوس Kronos في المثيولوجيا الإغريقية وحسب هيسيود هو ابن جايا الأصغر من أورانوس وهو قائد التيتانيين وأب زيوس. يعادل في المثيولوجيا الرومانية ساتورن. حسب علم الألفاظ (إتيمولوغي) فمن الممكن أن الاسم كرونوس هو تطور للاسم كراينو وومن هذا فإن معنى كرونوس (اسم الفاعل: المكمل أو المتمم أو المتوج). من المحتمل جدا أن الاسم كرونوس يحمل جذورا من حضارات ماقبل إغريقية.
- إيريبوس Erebos: يجسد ايريبوس في الميثولوجيا الإغريقية الظلام قسم العالم السفلي الذي يقع إلى جانب هاديس (عالم الأموات) وتارتاروس حسب هيوسيد وهيجينوس خلق ايريبوس من كاوس كأخويه تارتاروس وإيروس وأختيه جايا ونيكس وأما حسب الأورفيكريين فإن ايريبوس هو ابن خرونوس (إله الزمن) وأنانكا (القدر). حسب ثيوغونية هيسيود فإن أيثر (الهواء) وهيميرا (النهار) ولدا من علاقة إيربوس ونيكس لكن أرستيفانيس يذكر فقط أيثر

يذكر شيشرون كأولاد لإريبوس ونيكس مجسدات شريرة ومجموعة من الأمزجة الإنسانية (في مصادر قديمة ولد هؤلاء من نيكس دون أب) ومنهم: آمور وأيثر وهميرا كأولاد لهما كما يذكر دولوس (الخداع) وميتوس أو ديموس (الرعب) ولابور (الجد والكدح) وإنفيدينتيا (الحسد) وفاتوم (الأذى) وسينيكتوس (غيراس الشيخوخة) ومورس (ثاناتوس إله الموت اللطيف)
- إيروس Eros . في الميثولوجيا اليونانية هو إله الحب والرغبة والجنس يعادل آمور (كوبيدو)وهو أيضا يعتبر من الاسماك الذهابيه في الميثولوجيا الرومانية. ومع أنه لا علاقة تذكر لهذا الإله بالطقوس الدينية إلا أنه من الشخصيات المحبوبة في الأدب والرسم والنحت والموسيقا. ظهر إيروس للمرة الأولى في ثيوغونية الشاعر هيسيود في بداية الكون كما جايا وتارتاروس من الكاوس (الفوضى). حتى بدايات الكلاسيكية اليونانية كان يُمثل بفتى جميل، من صفاته أنه يحمل سوطا أو شبكا أو يلبس صندلا. أما في الهلينية فإنه أصبح يُمثل بطفل صغير يحمل قوسا وسهاما. قد يكون السبب في هذا التجسيد هو في التناقض بين براءة الطفولة وقوة الحب العنيفة. ويعتقد أن تماثيل وصور إيروس مُنِحت أجنحة لأن التقلب من صفات الحب والرغبة. عومل إيروس دائما كإبن لأفروديت (فينوس عند الرومان) من آريس (مارس عند الرومان).

أنجبت آريس من إيروس ابنتها فولوبتاس (الشهوة). إيروس في الميثولوجيا الإغريقية هو الإله المسؤول عن الرغبة، الحب والجنس وتمت عبادته كإله الخصوبة، المماثل الروماني له هو كيوبد.
- جايا. وهكذا فإن جايا بالإغريقية القديمة (Γαία) هي الأم الكبرى وهي الربة التي تجسد الأرض في الميثولوجيا الإغريقية وكانت معبودة من قبل الإغريقيين بصفتها أم هذا الكون، يقابلها في الميثولوجيا الرومانية الربة تيررا، وهي أولى الأرباب المنبثقة عن الربة كاوس، وجايا من أرباب الخلق الأولى، انبثق عنها كل من أرباب أوريا (آلهة الجبال) والرب أورانوس الذي يجسد السماء والرب بونتوس الذي يجسد البحر، وتزوجت جايا من أورانوس فيما بعد وأنجبت الكثير من الآلهة والأرباب كما أنها تزاوجت مع أرباب أخرى وأنجبت منهم أولادا أيضا.

وهكذا فحسب الميثولوجيا الإغريقية فإن جايا هي أم الكون، ظهرت بعد الربة كاوس مباشرة وأنجبت الجبال والسهول والبحار والأنهار كما أنها أنجبت السماء....الخ. وهكذا وبحسب الميثولوجيا فإن جايا هي الربة التي تجسد الأرض بشكلها المعروف بالنسبة لنا اليوم.
- هيميراأو حميرا Hemera تجسد في الميثولوجيا الإغريقية النهار الكون هي ابنة ايريبوس ونيكس (الليل) أي أخت أيثر (السماء العليا وروح الكون والهواء الذي تتنفسه الآلهة)

تصعد كل صباح من هادس (العالم السفلي) تاركة مضجعها لترقد فيه نيكس (الليل) التي تهبط إليه مغادرة العالم العلوي من الجهة الأخرى تجسد هيميرا أيضا احمرار الصباح
- نيكس Nyx في الميثولوجيا الإغريقية إلهة تجسد الليل يعادلها في الميثولوجيا الرومانية نوكس. حسب هوميروس كان زيوس يخاف أيضا من الليل. حسب هيوسيد خلقت نيكس من الكاؤوس (كاوس) كإخوتها جايا وتارتاروس وإيروس وايريبوس. أما في كوسموغونية الأورفيكريين فإن فانس (بروتوغونوس الذي هو إله جد / إله الخلق / القدرة / الفكرة) هو منبع نيكس وكانت هي من أخذ منه السلطة ومنها انتقلت إلى كرونوس ومنه إلى زيوس. وفي النهاية سيطر على السلطة هذه ديونيسوس. وحسب حكاية أروفكرية أقدم فإن فانس لم يكن الإله الجد إنما كرونوس، حيث ولدت نيكس بيضة ومنها ولد إيروس. وحسب أرسطو فإن نيكس أقدم فانس أيضا.

* بونتوس وهو اله البحر في الجيل الأول من آلهة الإغريق القدماء (البروتوغونيون) وهو ابن غايا لكن من دون أب، إلا أنه وحسب هيجينوس Hyginus فإن إيثر والده.
- تارتاروس Tartarus أحد شخصيات الميثولوجيا اليونانية وهو زوج جايا ووالد تايفوس والعمالقة وفي الإلياذة فهو يمثل السجن تحت الأرض أبعد من هاديس كما الأرض أبعد من السماء ويسكنها الذين تمردوا في حياتهم ضد زيوس وفي الكتابات اللاحقة هو مكان عقاب المخطئين على الأرض بعد موتهم أصبح يستعمل كرمز للعالم السفلي.

حسب ثيوغونية هيسيود فإن تارتاروس واحد من البروتوغونييين (جيل الآلهة الأول) الذين خلقو من الفوضى (كاؤوس). إخوة تارتاروس هم جيا (الأرض) وإيروس وإيريبوس ونيكس. وأما أساطير هيجينوس فتقول أن تارتاروس هو ابن جيا من أيثر
حسب هيسيود ولد لتارتاروس من جيا تيفون
وحسب أبولودور كان أولاده تيفون واشيدينا وحسب هيجينوس كان أولاده تيفون والعمالقة
وحسب باكخيليديس فإن تارتاروس كان زوجا لنميسيس وأبا لتلخينين
تارتاروس كان مكان العقوبات في العالم السفلي. رمي فيه ليتعذب إلى الأبد: تيتيوس وإكسيون وأكنوس ودانايدين وتانتالوس ابن زيوس
قال أفلاطون: إرمو في تارتاروس كل من سرق من الأماكن المقدسة أو من قام بالقتل الحرام أو من قام بعمل مماثل لهذه الأعمال. هؤلاء لن يستطيعو الصعود من هناك أبدا.
- أورانوس من البروتوغونييين ويجسد في المثيولوجيا الإغريقية السماء (قبة السماء). هو بكر جايا وزوجها وحاميها (يحيط بها، يبقى حولها) إلى الأبد. ولد له ولجيا في البداية التيتانيون (منهم انحدرت آلهة الأوليمب) ثم السيكلوبيون ثم الثلاثة ذوات المئة ذراعكره أورانوس أولاده وخبأهم (حبسهم، طمرهم) في تارتاروس. وحسب ميخائيل كول ماير كان يعيدهم دائما إلى داخل الأرض (جايا) عن طريق دفعهم بعضوه الذكري الضخم جدا Phallus حسب هيسيود كان أورانوس يكرر هذا العمل (الشرير) بفرح ورغبة، أغضب هذا جيا فأخرجت من باطنها الفولاذ الرمادي القاهر (آداموس) Adamas الذي لايمكن لأحد أن يتغلب عليه ويكسره أو يحنيه ليُصنع من ذلك المعدن (الفلز في أساطير أخرى) منجلا ضخما (هاربي) (harpe) لتعطيه لأولادها ليحاربو به أبيهم أورانوس، لكنهم رفضو لخوفهم من أبيهم ومن العادات (قدسية القرابة الدموية المباشرة). وحده التيتان كرونوس تقدم ووافق أن يقوم بهذا العمل وأن يتحمل عبأه ونتائجه (العبء هو التعدي على الأب). وعندما نزل أورانوس إلى عند جيا وتمدد إلى جانبها، خصاه كرونوس بالمنجل (يقول بعضهم أن المنجل كان مصنوعا من حجر صوان / فلز لايعرفه الإنسان). ومن دم أورانوس الذي قطر على الأرض ولدت جايا: الإيرينيات Erinyes وهن ثلاثة آلهات الثأر والانتقام أليكتوAlekto التي في صيدها لاتتوقف ميغايرا Megaira غضب الغيرة تيسيفوني Tisiphone ثأر القتل الإيرينيات يلاحقن وينتقمن من كل من جرح الأمهات مهما كان السبب وحتى أنهن أصبحن يلاحقن كل من كسر عادات احترام التسلسل العائلي (الرتب العائلية الدموية) Gigants وولدت جيا أيضا من هذا التخصب العمالقة ووُلد ت من تخصب جيا بقطرات دماء أورانوس الميليائينيات Meliae Fraxinus وهن حوريات حوريات انتقام وعنف يعشن في شجر والديراديات Dryade (حوريات شجر السنديان)

أما السائل المنوي الذي كان في الأعضاء التناسلية المقطوعة فقد سال في البحر ومنه ولدت أفروديت Aphrodite
أورانوس هو أحد الآلهة الإغريقية وهو أول زوج لغايا ربة الأرض وهو ابنها أيضا. أورانوس وغايا هما أجداد معظم الالهة الإغريقية،
لا توجد طائفة تخاطبت إلى أورانوس وظلت موجودة في الأوقات الكلاسيكية، وأورانوس لا يبدو بين المواضيع التي استخدمت في الشعر الإغريقي. الأرض العنصرية، المساء وستيكس من الممكن أن يكونوا متصلين.

## معرض صور

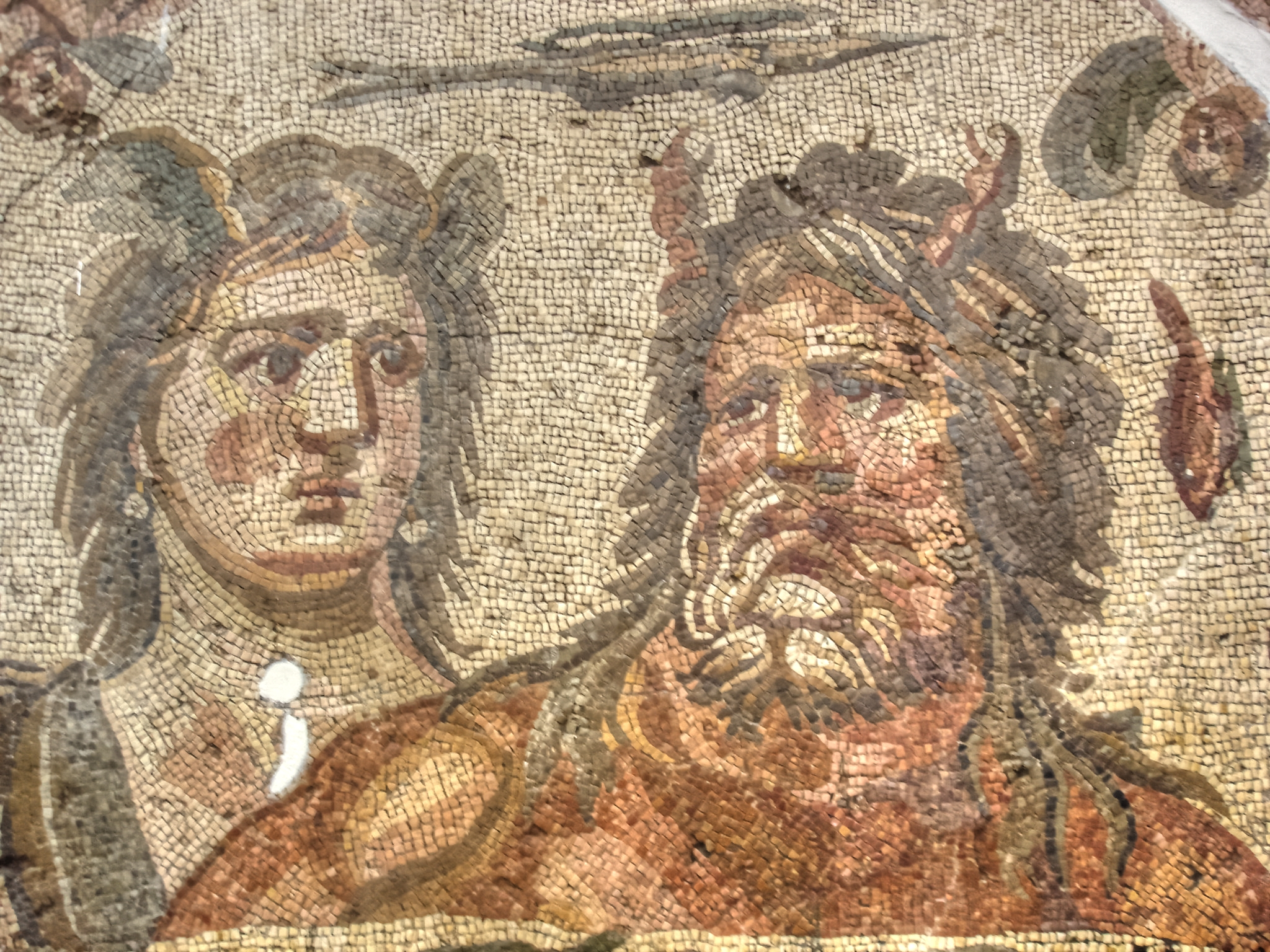
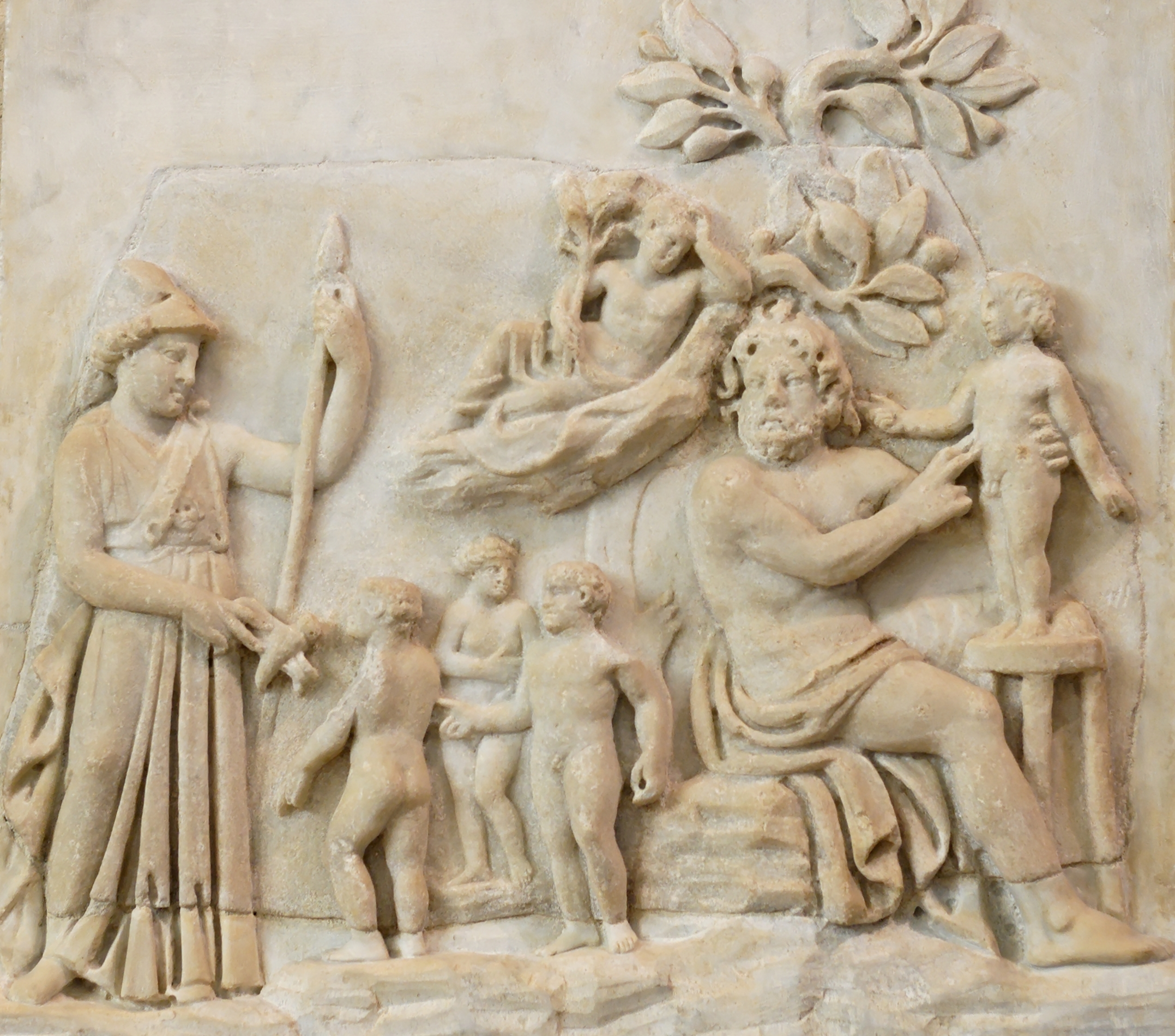
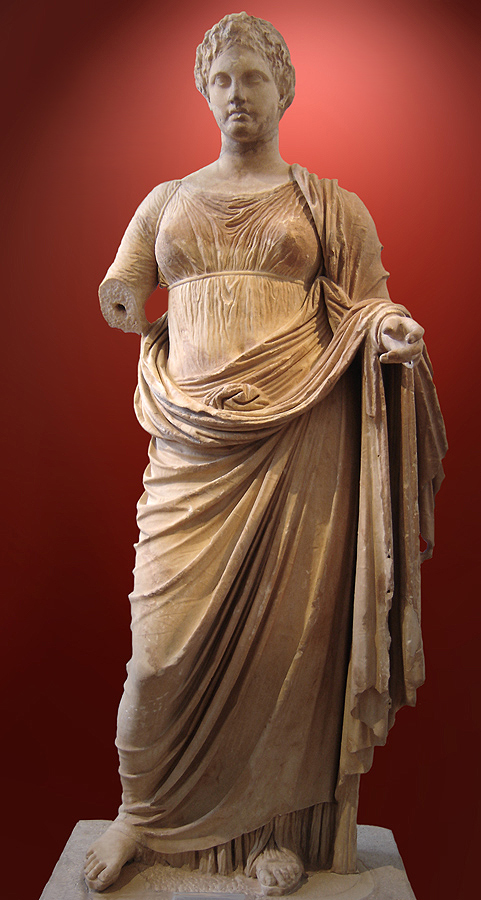
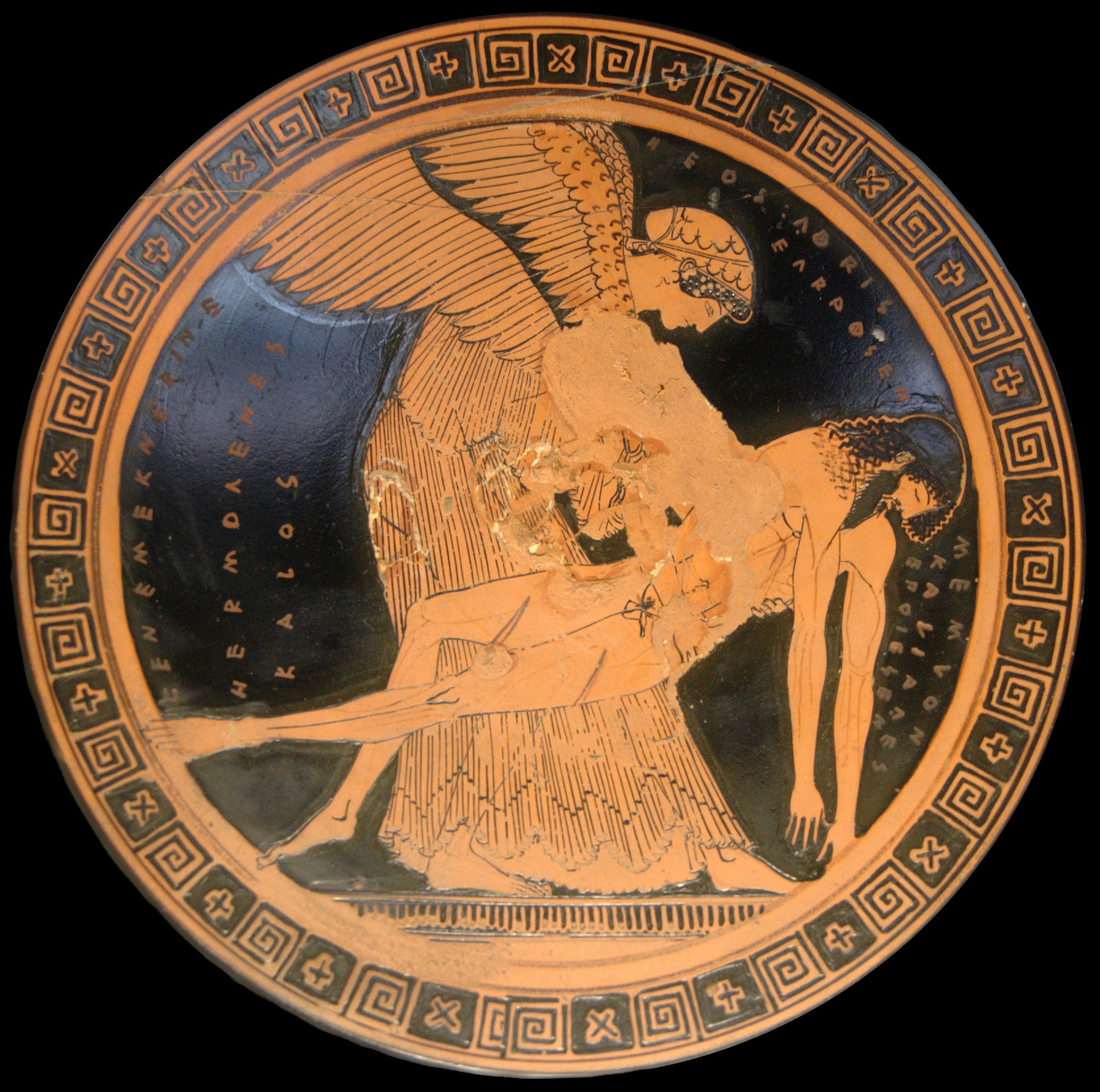
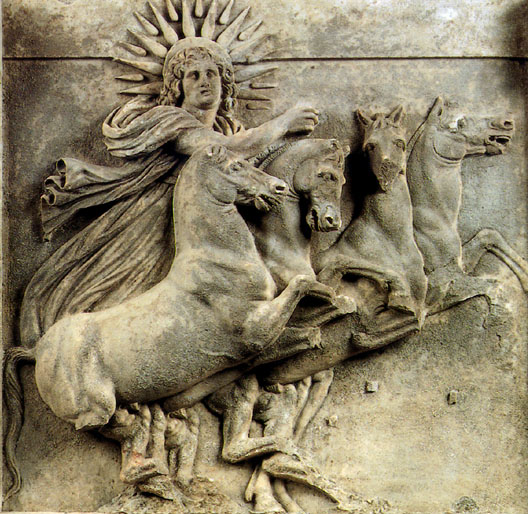

## العمالقة
- أستيريا
- أسترايوس
- أطلس
- سليمين
- كويوس
- كريوس
- كرونوس
- دايون
- ايبيميثيوس
- هايبيريون
- لابيتوس
- ليتو
- منيموساين
- أوسينيس
- فيبي
- بروميثيوس
- ريا
- تاثيس
- ثيا
- ثيميس
- اثيرا
- اشكاردن الاعظم
- زينكاشي الكبير
- كيناشي

## السيكلوب
- آرجيس
- برونتيس
- ستيروبيس
- بوليفيموس

## آلهة الأنهار
- آخيلس
- آخيرون
- آسيس
- آلفيوس
- أسوبوس
- كلاديوس
- يوروتاس
- بينياس

## الحوريات
- أدراستيا
- سليتي
- كراتياس
- دافني
- دريادس
- هامادريادس
- ميتوب
- نايادس
- سليوكاريا
- نيريدز
- أمفيتريت
- أريزوثا
- أوسينيدس
- آيديا
- أوريادس
- إيكو
- اكواريس

## الجبابرة
- اغرياس
- أولسيانياس
- ألودي
- أوتاس
- أيفياليتس
- أنتايوس

## آلهة أخرىوآنصاف آلهة
- أخيلس
- أخيلوس
- أيلوس
- أغديستيس
- ألاستور
- أليكترونا
- آمون
- آمفتريت
- أنيكس
- آنثيا
- آنثيا
- آفيا
- آريستايوس
- آسكليبيوس
- آستريا
- أيت
- آتيس
- بيا
- بورياس
- بريزو
- كابيري
- سيروس
- ساليبسو
- سيتو
- كارون
- سيرس
- كوتيس
- كراجوس
- سيبيل
- دينلاس
- ديونيسوس أو باخوس
- ديوسكوري
- إيوسفوروس
- فيوريس
- هيليوس
- هيراكلز
- هيسبيرا
- هاورز
- ثالو
- هايبريس
- هايجيا
- مويرا
- كلوثو
- لاخيسيس
- أتروبوس
- مانيا
- ميتس
- موموس
- مورفيوس
- موسيس
- كاليوب
- سليو
- إيراتو
- يوتيرب
- ميلبومين
- بوليهيمنيا
- توربسيشور
- ثاليا
- أورانيا
- نيمسيس
- نيرياس
- نايك
- نوتاس
- بان
- بيرسيفوني
- بلاياديس
- أولسيون
- أستيروب
- سيلينو
- مايا
- ميروب
- تايجيت
- فورسيس
- بروتيوس
- بريابوس
- سيلين
- ثاناتوس
- ثيتيس
- تريتون
- تايفون
- زافيروس
- إريس
- إيروس
- إيثيهوفوس
- يوروس
- غلاكوس
- هيب
- هاكيت
- كاستور
- بوليديوسيس
- دوريس
- آيفريسون
- أيليثايا
- ألبيس
- إنياليوس
- إنيو
- إيوس

## وصلات خارجية
- الأساطير اليونانية: ألهة الإغريق
- آلهة الإغريق وأساطيرهم
- الأولمبيون الأثنا عشر
- ألهة اليونان القديمة